# Cathie Jung
Pour les articles homonymes, voir Jung.
Cathie Jung, née en 1937, est une passionnée de corsets et de robes victoriennes vivant à Manteo, en Caroline du Nord et qui détient l'actuel record Guinness pour le plus petit tour de taille sur une personne vivante. Elle mesure 1,72 m et a un tour de taille de 38,1 cm. Elle apparaît dans le film Cremaster 2, de Matthew Barney, jouant le rôle de Fay La Foe, mais n'a pas été créditée, choix de son plein gré.